# قرار مجلس الأمن التابع للأمم المتحدة رقم 1666
قرار مجلس الأمن التابع للأمم المتحدة رقم 1666، الذي اتخذ بالإجماع في 31 مارس 2006، بعد التأكيد على جميع القرارات المتعلقة بأبخازيا وجورجيا، وخاصة القرار 1615 (2005)، مدد المجلس ولاية بعثة الأمم المتحدة للمراقبة في جورجيا حتى 15 أكتوبر، 2006.

## القرار

### أعمال
وأكد القرار من جديد التزام المجلس بسيادة جورجيا وسلامتها الإقليمية داخل حدودها المعترف بها دوليا. علاوة على ذلك، أعاد تأكيد الحاجة إلى تسوية شاملة تستند إلى المبادئ الواردة في "ورقة المبادئ الأساسية لتوزيع الاختصاصات بين تبليسي وسوخومي"، داعيا كل من جورجيا وأبخازيا إلى استخدام جميع الآليات الواردة في قرارات مجلس الأمن السابقة التوصل إلى تسوية سلمية. وأيد المجلس الجهود التي يبذلها الجانبان للانخراط في التعاون الاقتصادي.
وحث المجلس، مخاطبا كلا الجانبين، على إبرام اتفاقات بشأن اللاعنف وعودة اللاجئين والمشردين داخليا في منطقة غالي، ودعا كلاهما إلى متابعة استعدادهما لعقد اجتماع رفيع المستوى. وطلب أعضاء المجلس من جورجيا معالجة الشواغل الأمنية للجانب الأبخازي، بينما حث الجانب الأبخازي على معالجة الشواغل الأمنية وحقوق الإنسان للاجئين والمشردين داخليا في منطقة غالي.
وحث نص القرار كلا الجانبين على ضمان سلامة وحرية تنقل بعثة مراقبي الأمم المتحدة في جورجيا وقوة رابطة الدول المستقلة. تم الترحيب بالجهود المبذولة لتنفيذ سياسة عدم التسامح مطلقا بشأن الاستغلال الجنسي وتم تمديد ولاية بعثة مراقبي الأمم المتحدة في جورجيا حتى 15 أكتوبر 2006. والأمين العام مطالب بتقديم تقارير عن الحالة بانتظام.

## روابط خارجية
- نص القرار في undocs.org